# Norra Kyrketorps gamla kyrka
Norra Kyrketorps gamla kyrka är en kyrkobyggnad som sedan 2010 tillhör Skultorps församling (tidigare Norra Kyrketorps församling) i Skara stift. Den ligger idag på ett militärt övningsområde i Skövde kommun. 

## Kyrkobyggnaden
Kyrkan är uppförd tidigt på medeltiden och har en intakt planform med långhus med absid i öster. På 1670-talet fanns ett vapenhus i söder. På 1800-talet uppfördes ett vapenhus i väster och ett gaveltorn. År 1925 ersattes den som sockenkyrka av den nybyggda Norra Kyrketorps kyrka i Skultorp. 
År 1932 genomfördes en omfattande, men varsam restaurering under ledning av länsarkitekt Allan Bergman. Västra vapenhuset och gaveltornet revs och den ursprungliga sydportalen togs åter upp. Söder om kyrkan byggdes en klockstapel. Genom att kyrkan aldrig har moderniserats, ger den en ovanlig känsla av hög ålder. Den tvåhundraåriga inredningen är oförändrad och elektrisk belysning saknas.

## Inventarier
- Altare, dopfunt och triumfkrucifix är från byggnadstiden.
- Predikstolen i barock tillkom 1727.
- Läktarbröstningens dekor med Kristus och evangelisterna utfördes 1839.

## Exteriörbilder

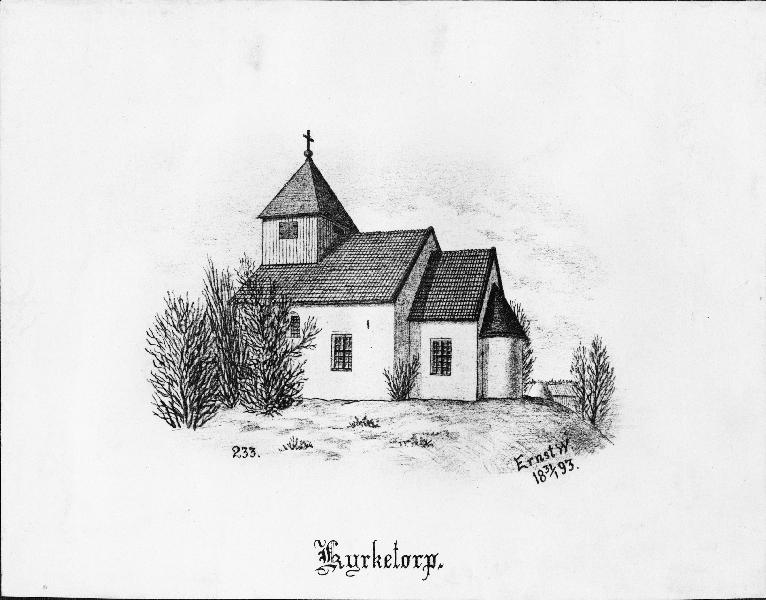
Kyrkan på teckning från 1893.
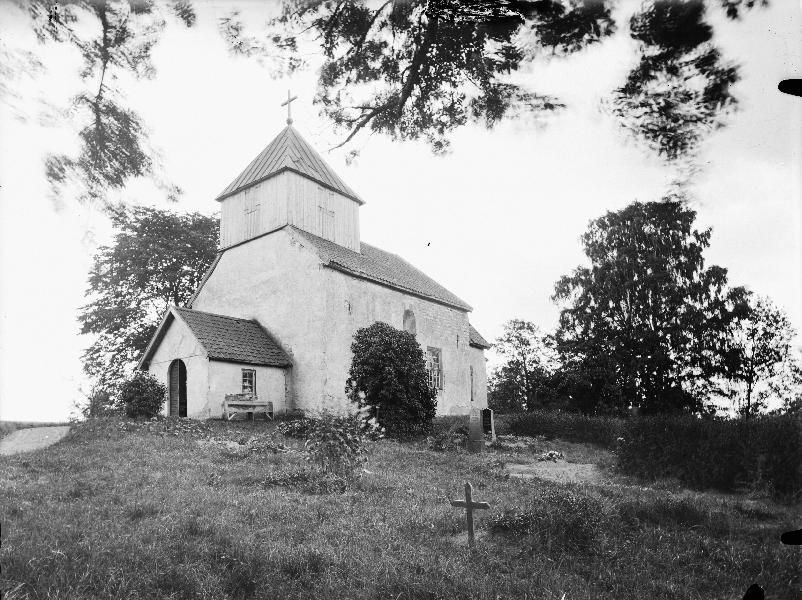
Kyrkan innan renoveringen.
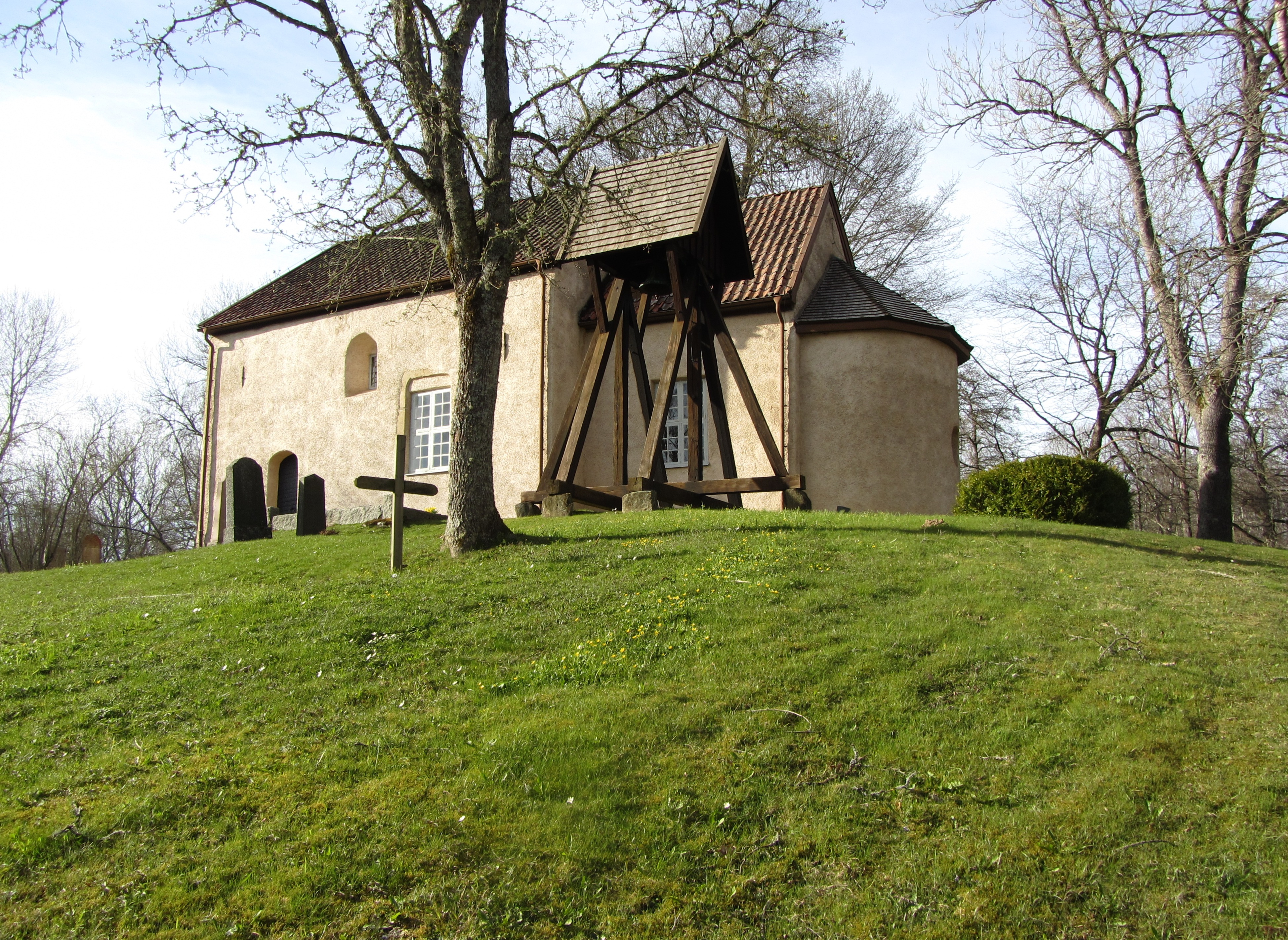
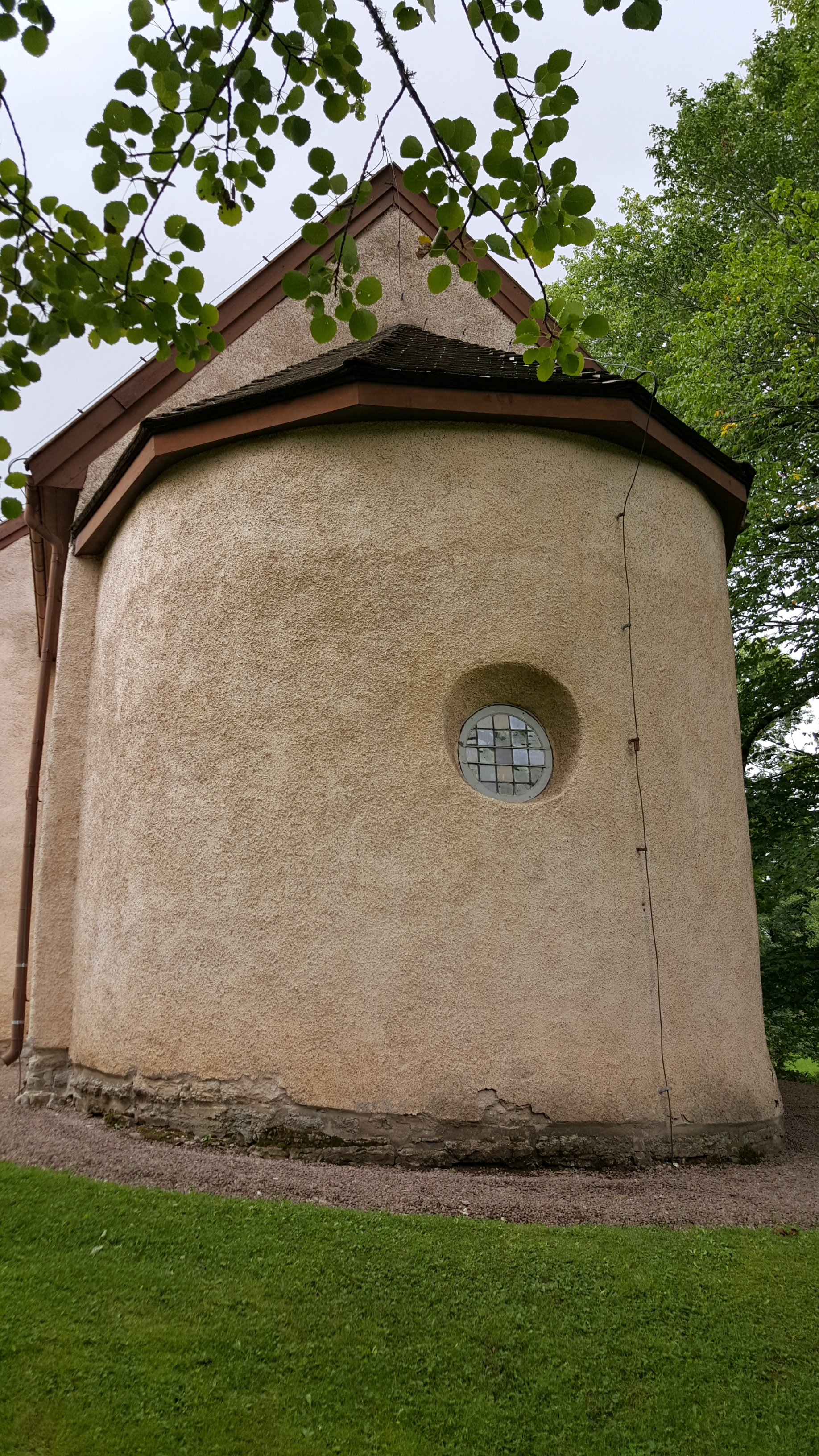
Absiden.
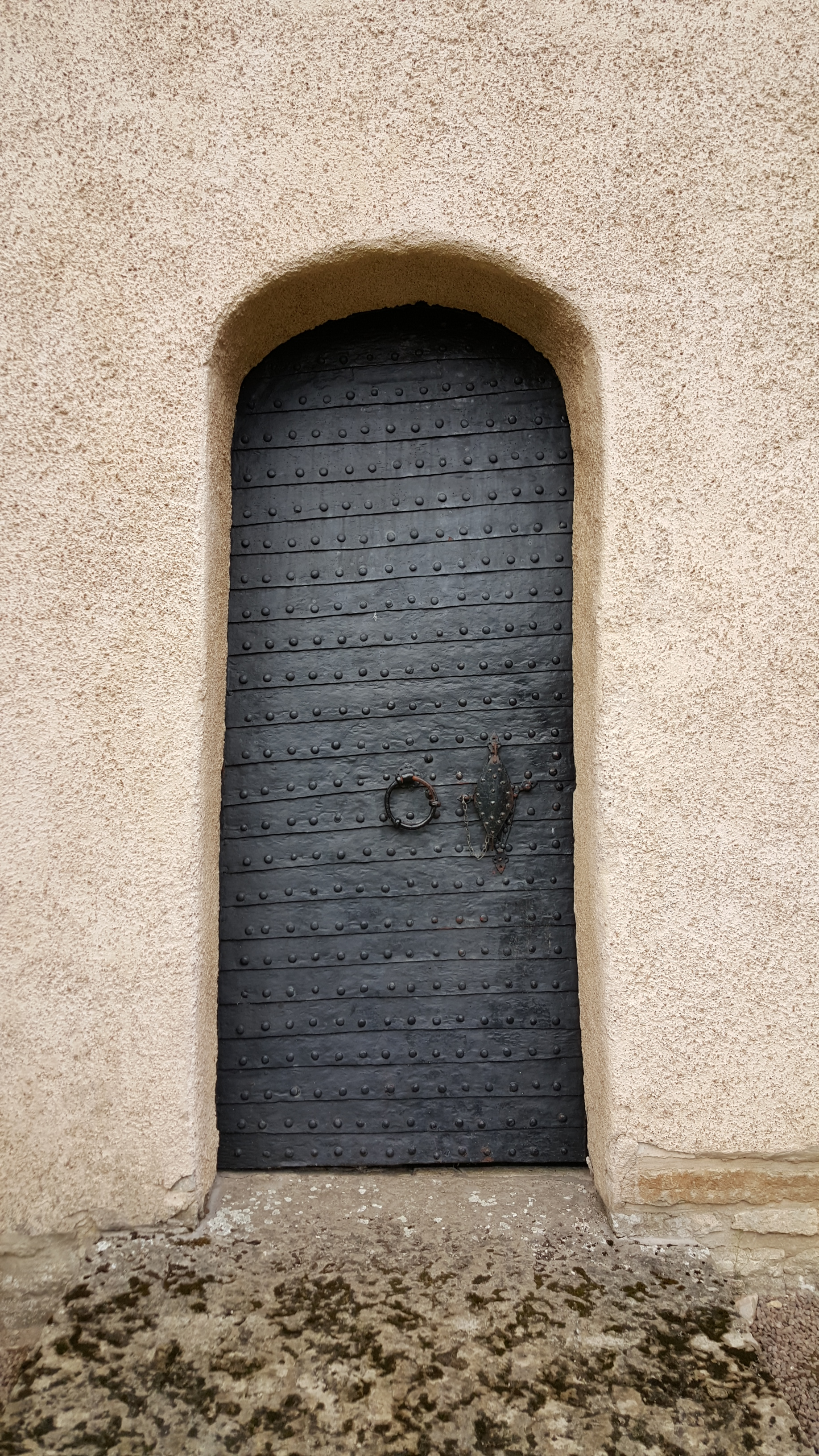
Port.
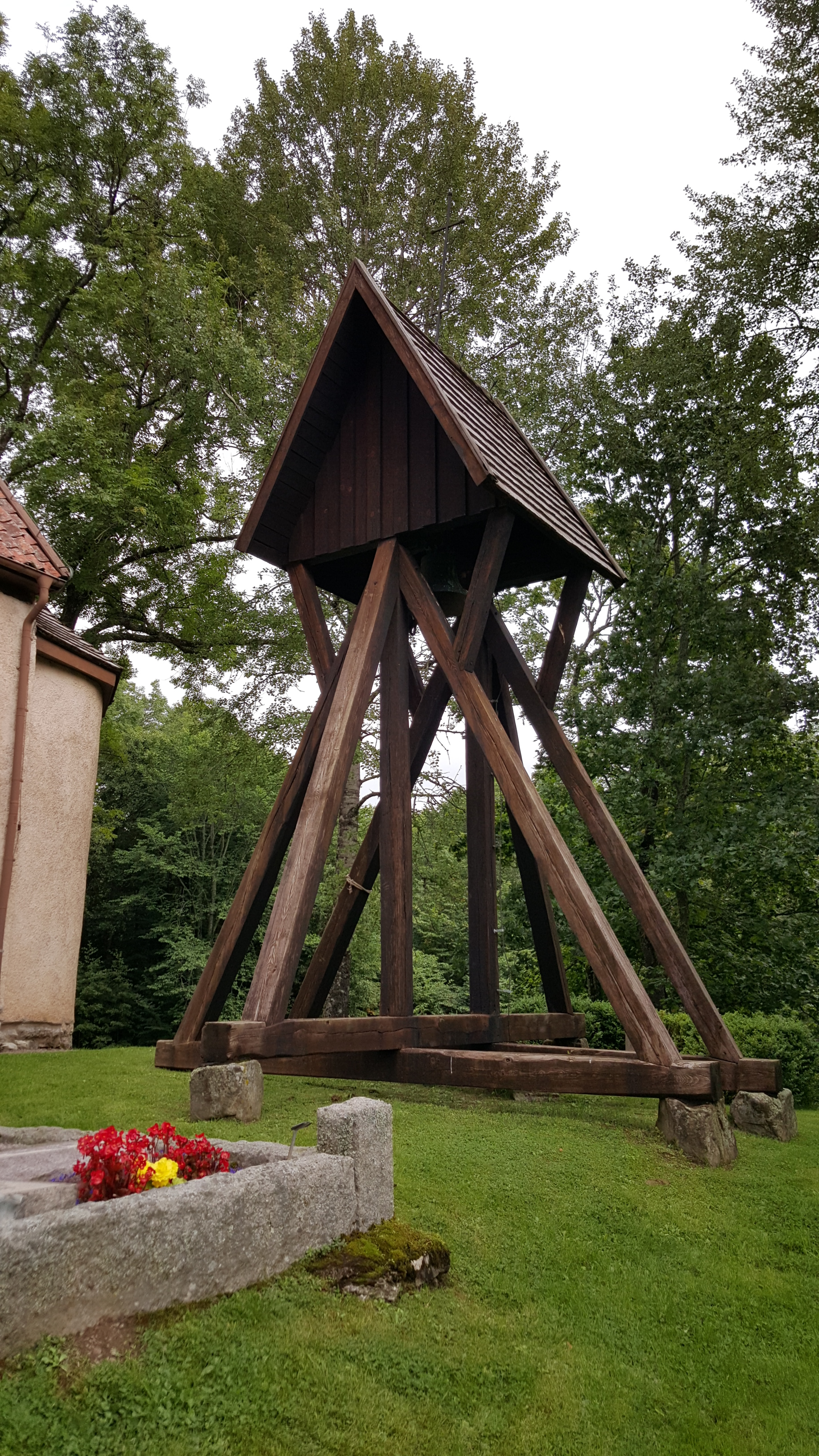
Klockstapeln.
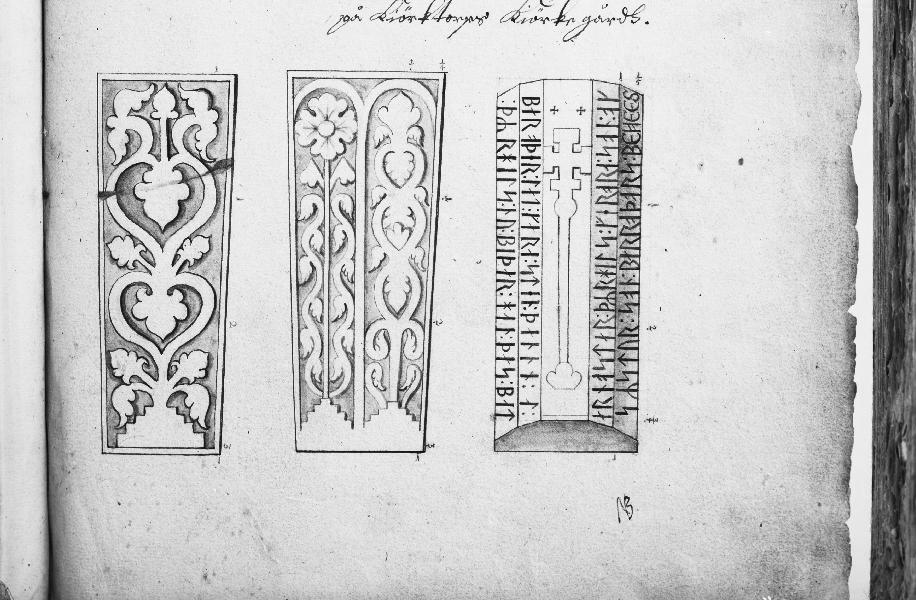
Liljestenar och korshäll dokumenterade på 1600-talet. (Peringskiöld) Korshällen/runstenen kan vara tillverkad av Harald stenmästare.
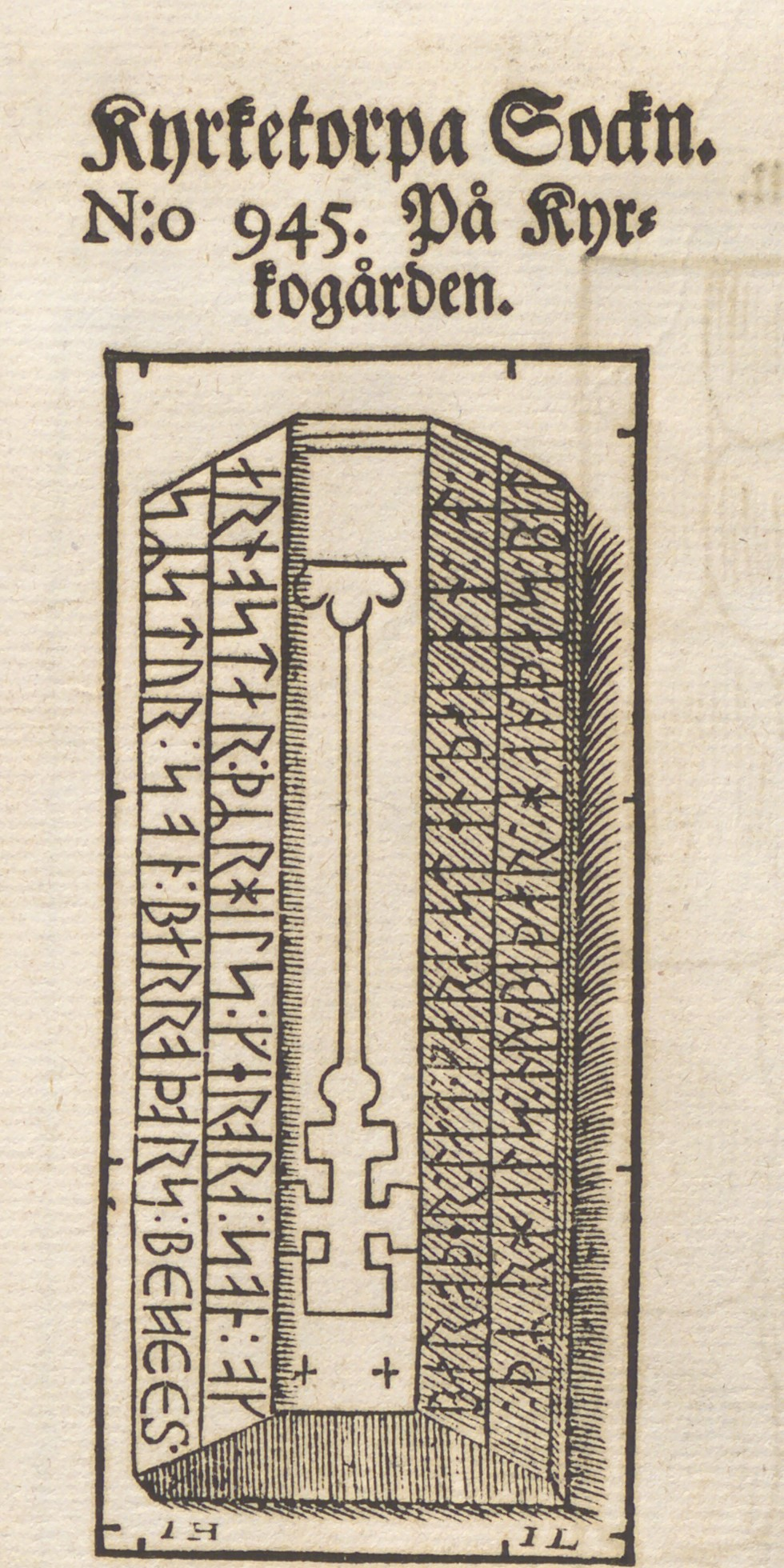
Korshällen dokumenterad på 1700-talet.
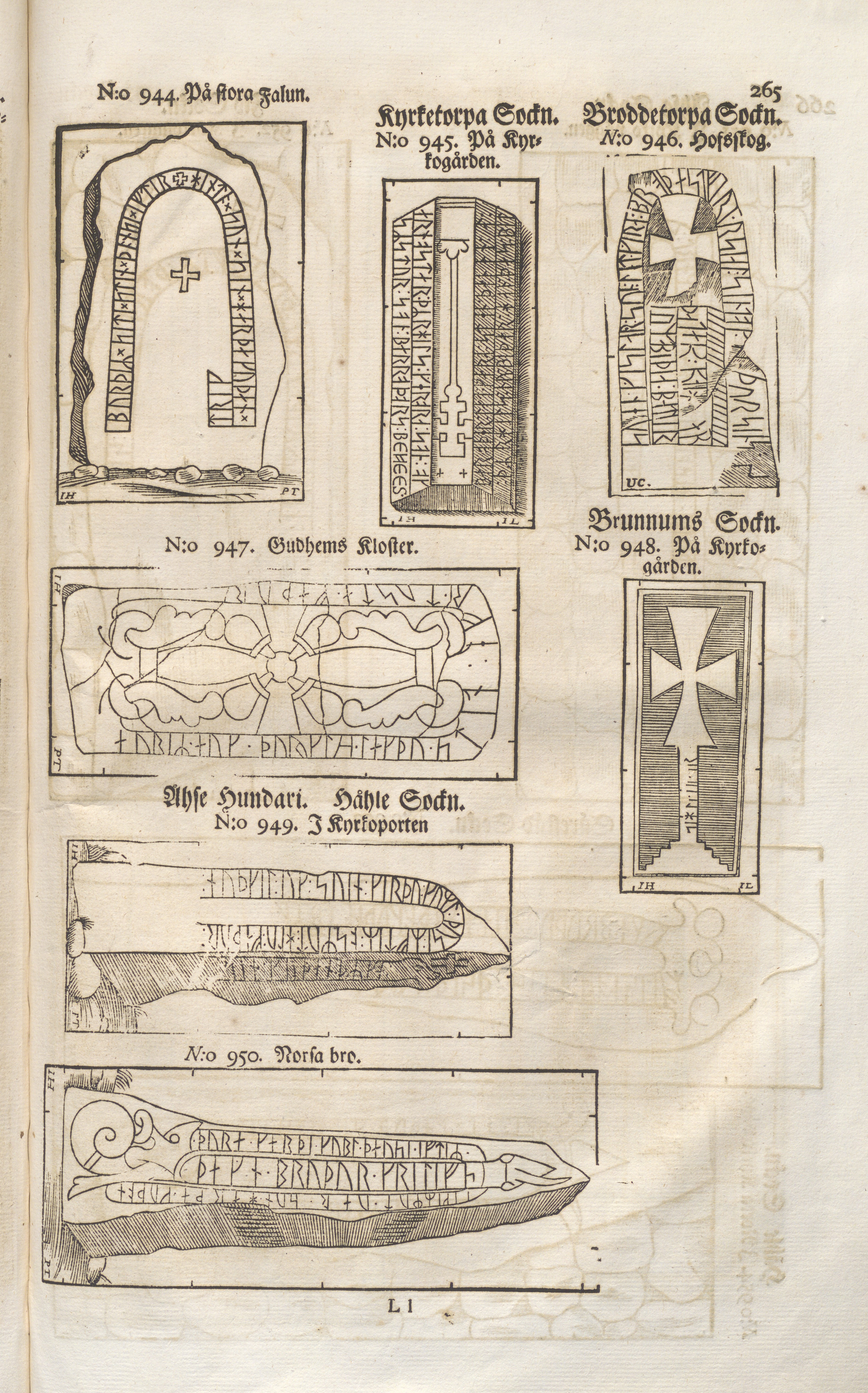
Korshällen i Bautil, runologiskt lexikon.
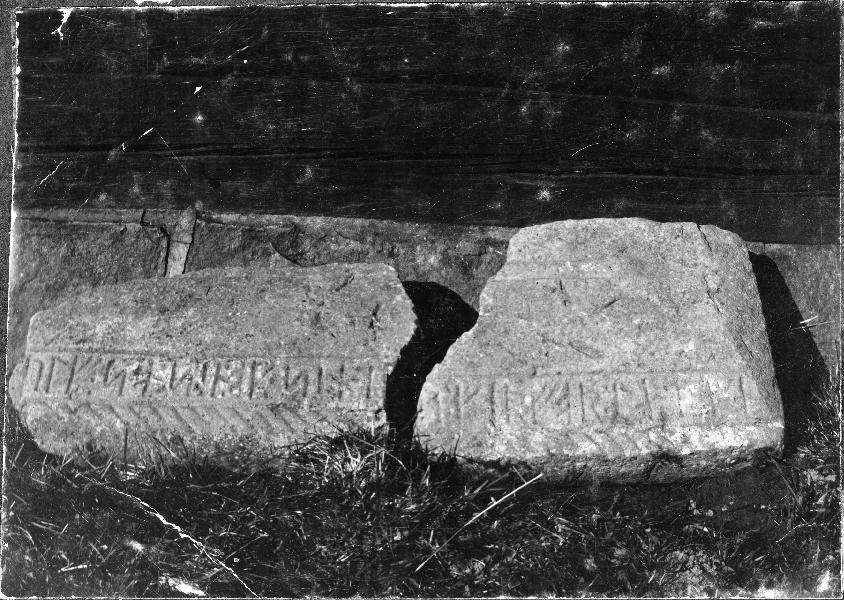
Runsten dokumenterad 1919.

## Interiörbilder

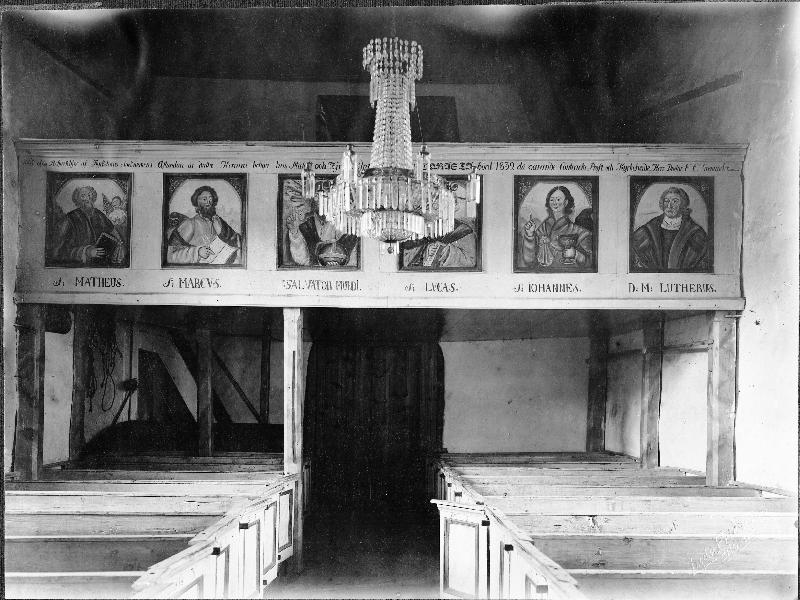
Läktarbröstningen.
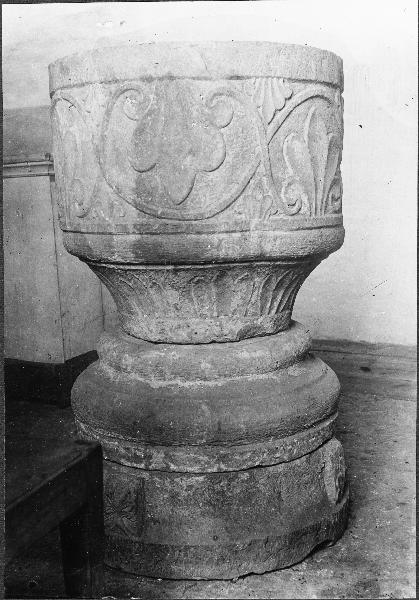
Dopfunten.
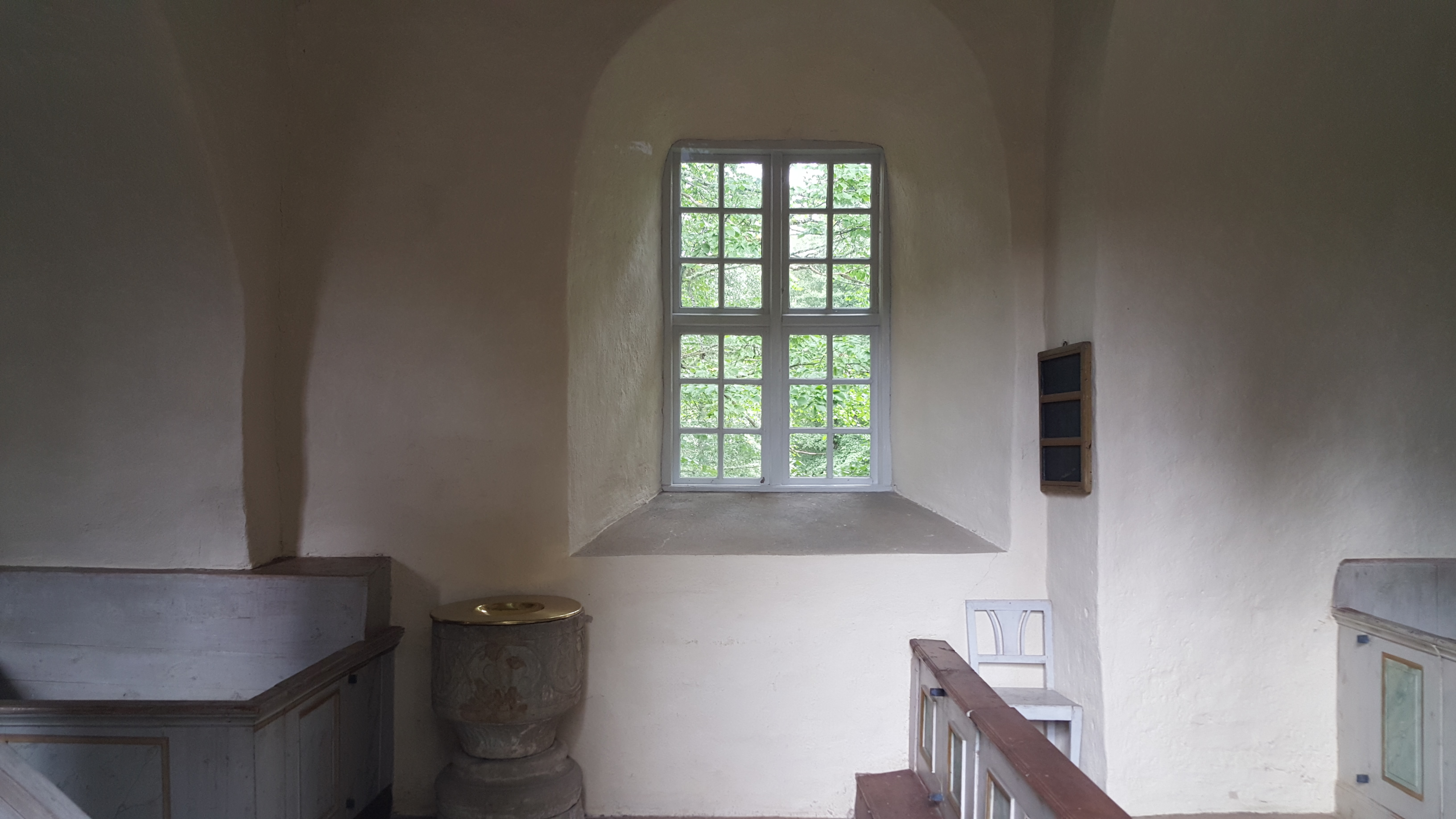
Interiör och dopfunt.
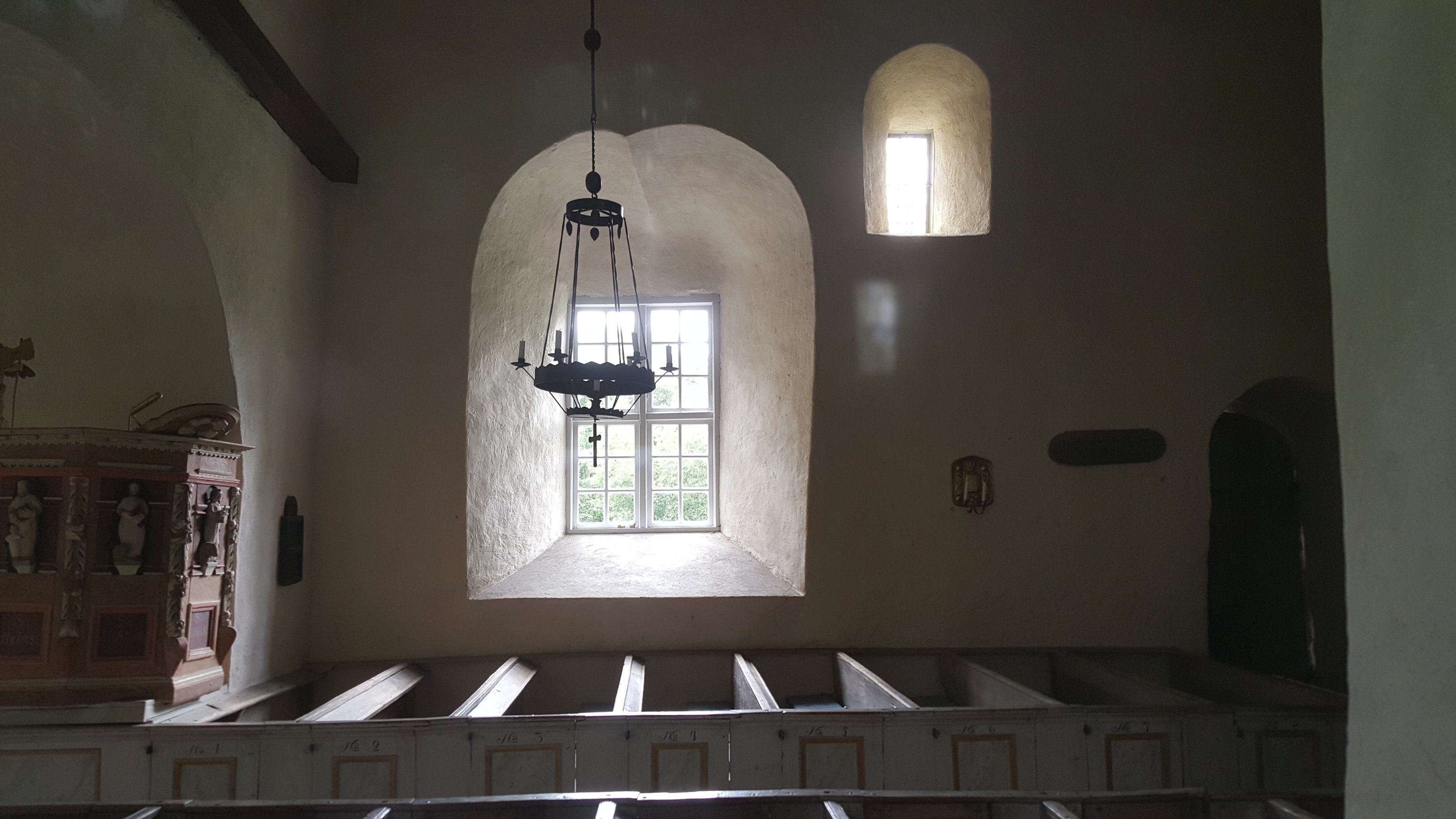
Interiör och del av predikstol.
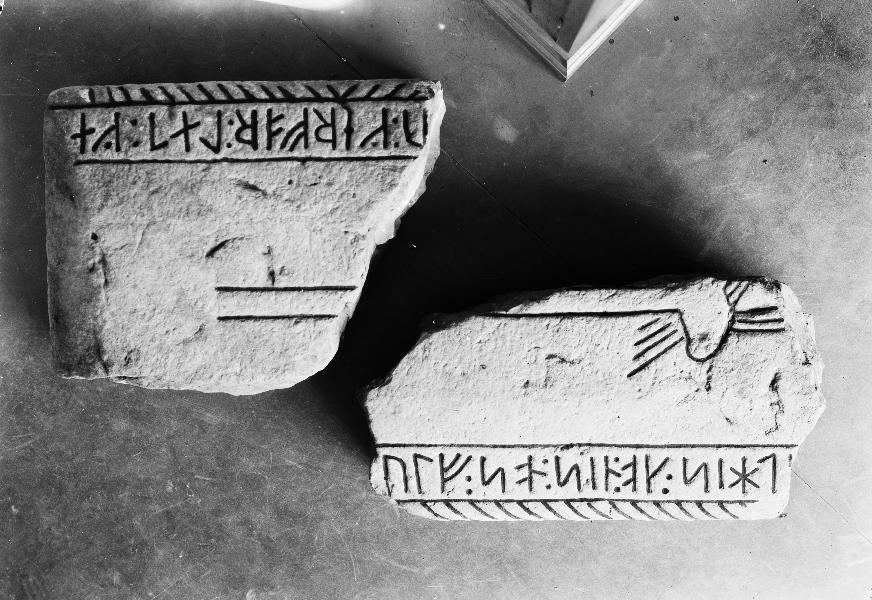
Fragment av gravsten med runinskrift.